# العلاقات الأردنية المنغولية
العلاقات الأردنية المنغولية هي العلاقات الثنائية التي تجمع بين الأردن ومنغوليا.

## مقارنة بين البلدين
هذه مقارنة عامة ومرجعية للدولتين:
| وجه المقارنة                                              | الأردن                   | منغوليا         |
| --------------------------------------------------------- | ------------------------ | --------------- |
| المساحة (كم2)                                             | 89.34 ألف                | 1.57 مليون      |
| عدد السكان (نسمة)                                         | 9.81 مليون               | 3.08 مليون      |
| الكثافة السكانية (ن./كم²)                                 | 109.81                   | 1.96            |
| العاصمة                                                   | عمان                     | أولان باتور     |
| اللغة الرسمية                                             | اللغة العربية            | اللغة المنغولية |
| العملة                                                    | دينار أردني              | توغروغ منغولي   |
| الناتج المحلي الإجمالي (بليون دولار)                      | 40.07 مليار              | 11.49 مليار     |
| الناتج المحلي الإجمالي (تعادل القوة الشرائية) بليون دولار | 82.80 مليار              | 36.16 مليار     |
| الناتج المحلي الإجمالي الاسمي للفرد دولار أمريكي          | 4.94 ألف                 | 3.97 ألف        |
| الناتج المحلي الإجمالي للفرد دولار أمريكي                 | 12.05 ألف                | 11.95 ألف       |
| مؤشر التنمية البشرية                                      | 0.748                    | 0.727           |
| رمز المكالمات الدولي                                      | +962                     | +976            |
| رمز الإنترنت                                              | .jo                      | .mn             |
| المنطقة الزمنية                                           | ت ع م+02:00، ت ع م+03:00 | ت ع م+08:00     |

## منظمات دولية مشتركة
يشترك البلدان في عضوية مجموعة من المنظمات الدولية، منها:
| علم المنظمة | اسم المنظمة                                                | تاريخ انضمام الأردن | تاريخ انضمام منغوليا |
| ----------- | ---------------------------------------------------------- | ------------------- | -------------------- |
|             | وكالة ضمان الاستثمار متعدد الأطراف                         | 12 أبريل 1988       | 21 يناير 1999        |
|             | منظمة الشرطة الجنائية الدولية                              | ?                   | ?                    |
|             | منظمة حظر الأسلحة الكيميائية                               | ?                   | ?                    |
|             | منظمة التجارة العالمية                                     | ?                   | ?                    |
|             | الأمم المتحدة                                              | 14 ديسمبر 1955      | 27 أكتوبر 1961       |
|             | العملية المشتركة للاتحاد الأفريقي والأمم المتحدة في دارفور | ?                   | ?                    |
|             | مؤسسة التمويل الدولية                                      | 20 يوليو 1956       | 14 فبراير 1991       |
|             | يونسكو                                                     | 14 يونيو 1950       | 1 نوفمبر 1962        |
|             | مؤسسة التنمية الدولية                                      | 4 أكتوبر 1960       | 14 فبراير 1991       |
|             | البنك الدولي للإنشاء والتعمير                              | 29 أغسطس 1952       | 14 فبراير 1991       |
|             | المركز الدولي لتسوية المنازعات الاستشارية                  | 29 نوفمبر 1972      | 14 يوليو 1991        |
|             | الاتحاد البريدي العالمي                                    | ?                   | ?                    |
|             | الاتحاد الدولي للاتصالات                                   | 20 مايو 1947        | 27 أغسطس 1964        |

## وصلات خارجية
- موقع وزارة الخارجية الأردنية
- موقع وزارة الخارجية المنغولية